# Moritz Fürste
Moritz Fürste (ur. 28 października 1984) – niemiecki hokeista na trawie. Dwukrotny złoty medalista olimpijski.
Występuje w pomocy. W reprezentacji Niemiec debiutował w 2005. Brał udział w dwóch igrzyskach (IO 08, IO 12), na obu zdobywał złote medale. W 2006 został mistrzem świata. W 2010 zajął drugie miejsce na mistrzostwach świata, również drugi był w mistrzostwach Europy w 2009, triumfował za to w mistrzostwach Europy w 2011. W kadrze rozegrał 177 spotkań i strzelił 49 bramek. Dodatkowo w hali grał w barwach Niemiec 14 razy (17 trafień), zdobył tytuł halowego mistrza świata w 2007 oraz 2011 i mistrza Europy w 2011. Wcześniej występował w kadrach juniorskich i młodzieżowych.